# Metapenaeus stebbingi
Metapenaeus stebbingi är en kräftdjursart som beskrevs av Giuseppe Nobili 1904. Metapenaeus stebbingi ingår i släktet Metapenaeus och familjen Penaeidae. Inga underarter finns listade i Catalogue of Life.